# 文翠里
25°02′00″N 121°28′36″E / 25.033385°N 121.4766818°E
文翠里為台灣新北市板橋區轄下之一里，面積約0.1806平方公里。昔時江子翠地區，該里於1980年2月1日由嵐翠里分出，因臨文化路，故名。